# Australian Championships 1931/Mixed
Das Mixed der Australian Championships 1931 war ein Tenniswettbewerb in Sydney.
Vorjahressieger waren Harry Hopman  und Nell Hall. Im Endspiel setzten sich Jack Crawford / Marjorie Crawford gegen Aubrey Willard / Emily Westacott mit 7:5 und 6:4 durch.

## Hauptrunde
Zeichenerklärung
- Q = Qualifikant
- WC = Wildcard
- LL = Lucky Loser
- ITF = qualifiziert über ITF-Ranking
- ALT = alternate (Ersatz)
- PR = Protected Ranking
- SE = Special Exempt
- r = retired (Aufgabe)
- d = Disqualifikation
- w.o. = walkover
- [ ] = Match-Tie-Break

|  | Finale |                                 |   |   |  |
|  |        |                                 |   |   |  |
|  |        | Jack Crawford Marjorie Crawford | 7 | 6 |  |
|  |        | Aubrey Willard Emily Westacott  | 5 | 4 |  |
|  |        |                                 |   |   |  |